# Emeka Atuloma
Emeka Francis Atuloma (sinh ngày 1 tháng 10 năm 1992) là một cầu thủ bóng đá người Nigeria thi đấu cho Rivers United, ở vị trí tiền vệ.

## Sự nghiệp
Anh từng thi đấu bóng đá cho Dolphins và Rivers United.
Anh ra mắt quốc tế cho Nigeria năm 2018.